# Kejhusrev III.
Kejhusrev III. (staro anatolsko turško كَیخُسرو سوم, Kaihosrov III) ali  Gijat ad-Din Kejhusrev bin Kilič Arslan (perzijsko غياث الدين كيخسرو بن قلج ارسلان‎, Ghiasuddin Keikhosro bin Qalj Arslan) je bil sultan seldžuškega Sultanata Rum, * okoli 1259/1263, † 1284.
Za sultana je bil imenovan leta 1265 kot dve do šest let star otrok. Bil je sin šibkega seldžuškega sultana Kilič Arslana IV., ki je vladal pod nadzorom perzijskega državnika Muin al-Din Sulejmana Pervana.

## Vladanje
Muin al-Din Sulejman je s pooblastilom mongolskega kana Abage leta 1266 usmrtil Kilič Arslana IV. Mladi Kejhusrev III. je postal figura brez kakršnega koli vpliva na dogajanja v svoji državi, v kateri je sprva vladal Pervane kot mongolski veliki vezir in za njim visoki dvorni uradnik Fakhr al-Din Ali. 
Kejhusreva je Mongol Kangirtaj leta 1283 kooptiral v upor proti ilkanskemu suverenu Ahmedu. Kejhusrev je bil zaradi sodelovanje v uporu marca 1284 usmrčen.
Bil je zadnji seldžuški sultan, pokopan v dinastičnem mavzoleju v Aladinovi mošeji v Konyi.

## Kejhusrevov prestol
Kejhusrevov prestol je prefinjen primerek seldžuškega rezbarstva. Razstavljen je v Etnografskem muzeju v Ankari. Pred tem je stal v Kizil Begovi džamiji v Ankari.

## Vira
- Claude Cahen. Pre-Ottoman Turkey: a general survey of the material and spiritual culture and history. Prevod J. Jones-Williams. New York: Taplinger, 1968. str. 284.
- Blue Guide: Turkey. London: A&C Black, 1995. str. 602.

| Kejhusrev III. Seldžuki Rojen: neznano Umrl: 1284 |                                |                      |
| Vladarski nazivi                                  |                                |                      |
| Predhodnik: Kilič Arslan IV.                      | Sultan Sultanata Rum 1265–1284 | Naslednik: Mesud II. |